# Thomas Eugen Scheerer
Thomas Eugen Scheerer (* 25. September 1949 in Dellmensingen) ist ein deutscher Marineoffizier (Fregattenkapitän) und Militärhistoriker. Er war Direktor des Militärhistorischen Museums der Bundeswehr in Dresden.

## Leben
Scheerer trat 1973 als Marineoffizieranwärter in die Bundesmarine ein (Crew VII/73). Von 1974 bis 1977 studierte er Pädagogik an der Hochschule der Bundeswehr Hamburg (Diplom). Er, der u. a. auf dem Zerstörer Rommel gedient hatte, wechselte in den 1980er Jahren aufgrund eines Augenleidens vom Seedienst in den akademischen Bereich. 1988 nahm er ein Studium der Geschichtswissenschaft an der Universität Hamburg auf. 1993 wurde er bei Klaus-Jürgen Müller am dortigen Fachbereich Geschichtswissenschaft in Neuerer Geschichte mit der Dissertation Die Marineoffiziere der Kaiserlichen Marine. Sozialisation und Konflikte zum Dr. phil. promoviert.
Ab 1990 Korvettenkapitän, kam er 1993 als Lehrstabsoffizier an die Marineschule Mürwik bei Flensburg-Mürwik. Danach war er Dozent für Militärgeschichte an der Führungsakademie der Bundeswehr (FüAkBw) in Hamburg. Von 1998 bis 2003 wirkte er als Direktor des Leitmuseums der Bundeswehr, dem Militärhistorischen Museum (MHM) in Dresden. Als Museumsleiter war er auch Herausgeber der MHM-Reihe Sammeln, Erforschen, Bewahren, Ausstellen. Danach wurde er erneut an der Führungsakademie der Bundeswehr verwendet.
Scheerer ist verheiratet und Vater von drei Kindern.

## Schriften (Auswahl)
- (Hrsg.): Ausstellungen 1990–2000 (= Sammeln, Erforschen, Bewahren, Ausstellen. Bd. 1). Militärhistorisches Museum, Dresden 2000.
- (Hrsg.): Ausstellungsstücke und ihre Geschichte (= Sammeln, Erforschen, Bewahren, Ausstellen. Bd. 2). Militärhistorisches Museum, Dresden 2001.
- (Hrsg.): „Verflucht sei der Krieg…“. Tagebuch eines deutschen Soldaten 1941–1943 (= Sammeln, Erforschen, Bewahren, Ausstellen. Bd. 3). Militärhistorisches Museum, Dresden 2002.
- (Hrsg.): Albert von Sachsen – Kronprinz, Soldat, König (= Sammeln, Erforschen, Bewahren, Ausstellen. Bd. 4). Militärhistorisches Museum, Dresden 2002.
- Die Marineoffiziere der Kaiserlichen Marine. Sozialisation und Konflikte. Mit 72 Tabellen (= Kleine Schriftenreihe zur Militär- und Marinegeschichte. Bd. 2). Winkler, Bochum 2002, ISBN 3-930083-88-4 (zugleich: Dissertation, Universität Hamburg, 1994).
- (Hrsg.): Arsenal und Museum. Vergangenheit, Gegenwart, Zukunft (= Sammeln, Erforschen, Bewahren, Ausstellen. Bd. 5). Militärhistorisches Museum, Dresden 2003.